# Station Lipusz
Station Lipusz is een spoorwegstation in de Poolse plaats Lipusz.